# Улыбающийся человек
«Улыба́ющийся челове́к» (фин. Hymyilevä mies) — финский драматический фильм 2016 года режиссёра Юхо Куосманена.
В англоязычном прокате фильм шёл под названием The Happiest Day in the Life of Olli Mäki («Самый счастливый день в жизни Олли Мяки», «Лучший день в жизни Олли Мяки»).
В 2019 году фильм признан лучшим финским фильмом десятилетия (22 критика из 34 отдали фильму свои голоса).

## Сюжет
Фильм основан на реальных событиях. Действие фильма происходит в Финляндии в 1960-х годах. В основе сюжета — любовная история, которая разворачивается в Хельсинки в 1962 году в преддверии боксерского боя за звание чемпиона мира. В этом бою финский боксёр Олли Мяки потерпел поражение от американского соперника.

## В ролях
| Актёр         | Роль             |
| ------------- | ---------------- |
| Яаркко Лахти  | боксёр Олли Мяки |
| Оона Айрола   | Райя Йянкя       |
| Ээро Милонофф | Элис Аск         |

## Награды и номинации
В мае 2016 года фильм получил главный приз в программе «Особый взгляд» Каннского кинофестиваля, а также претендовал на премию «Золотая камера», вручаемую за лучшую дебютную полнометражную картину.
В октябре 2016 года фильм получил главный приз «Golden Eye» на международном кинофестивале в Цюрихе.
В сентябре 2016 года картина выдвинута финским оскаровским комитетом на соискание премии «Оскар» в номинации «Лучший зарубежный фильм», однако решением американской киноакадемии не была включена в шорт-лист премии Оскар.
29 ноября 2016 года съёмочная группа награждена государственной премией Финляндии в области культуры.
В декабре 2016 года фильму была присуждена Премия Европейской киноакадемии как лучшая дебютная работа.
В марте 2017 года фильм получил премию Юсси — главную кинематографическую премию Финляндии — в номинации «лучший фильм года».